# فاندانگو مدیا
فاندانگو مدیا (انگلیسی: Fandango Media) شرکت رسانه‌ای آمریکایی است، که در سال ۲۰۰۰ تأسیس شد.